# کینگزتاون
کینگزتاون(به انگلیسی: Kingstown) پایتخت کشور جزیره‌ای سنت وینسنت و گرنادین‌ها در دریای کارائیب است. اقتصاد این جزیره بر پایه کشاورزی و گردشگری است. موز و نارگیل از صادرات این جزیره هستند و جمعیت آن در سال ۲۰۰۵ برابر با ۲۵٬۴۱۸ نفر بوده‌است. بسیاری از صحنه‌های فیلم دزدان دریایی کارائیب در جزیره کینگزتاون ساخته شده‌است.